# Ante Premužić
Ante Premužić (Kobaš, danas Slavonski Kobaš, 11. siječnja 1889. – Zagreb, 30. studenoga 1979.), šumarski inženjer, nastavnik, viši ministarski savjetnik.
Po završetku Kraljevske velike gimnazije u Požegi, završava studij na Šumarskoj akademiji u Zagrebu. Službovao je u mnogim mjestima Hrvatske, baveći se većinom poslovima vezanima uz građevinarstvo. U dva je navrata radio kao šef Građevinskog odsjeka tadašnjeg Ministarstva šuma i rudnika u Beogradu. Bio je inicijator, projektant i graditelj brojnih šumarskih i planinarskih putova po Velebitu, ali i na Plitvičkim jezerima, Rabu, Mljetu i Krku. Pisao je o ulozi šumarstva i planinarstva u razvoju turizma i razmatrao probleme šumarskog i seljačkog gospodarenja na kršu, zalažući se za poboljšanje života seljaka na hrvatskom kršu. Bio je istinski ljubitelj prirode, zaštitar i istraživač Velebita.
Najpoznatiji je po projektiranju i izvedbi planinarskog puta kroz sjeverni i srednji Velebit koji je po njemu nazvan Premužićevom stazom koja je financirana zaslugom njegovog velikog prijatelja, kolege planinara, strastvenog zaljubljenika u Velebit, Ivana Krajača. Ta je staza građena od 1930. do 1933. dok je Ante Premužić bio građevinski referent u Direkciji šuma na Sušaku, a nakon završetka staze bio je i direktor te Direkcije (u razdoblju između dva svjetska rata, kad je Rijeka bila u sastavu Italije).
Krajač i Premužić su kao veliki ljubitelji Velebita zajedno godinama istraživali tu hrvatsku planinu. Sam Krajač je pionirom istraživanja velebitskih pećina, pa je tako zaslužnikom hrvatske speleologije. U tome mu je pomogao Premužić, s kojim je istražio pećinu Varnjaču u Rožanskim kukovima. Pored Premužićeve staze, njihovi zajednički projekti koje su ostvarili su Rossijevo sklonište, tiskanje vodiča za po Velebitu te kuća na Zavižanu.

## Vanjske poveznice
- Biografija Ante Premužića